# Acuerdo sobre la Aplicación de Medidas Sanitarias y Fitosanitarias
El Acuerdo sobre la Aplicación de Medidas Sanitarias y Fitosanitarias, también conocido como el Acuerdo MSF, es un tratado internacional de la Organización Mundial del Comercio (OMC). Fue negociado durante la Ronda Uruguay del Acuerdo General sobre Aranceles Aduaneros y Comercio (GATT), y entró en vigor con el establecimiento de la OMC a principios de 1995. En términos generales, las medidas sanitarias y fitosanitarias ('MSF') cubiertas por el acuerdo son aquellas destinadas a proteger la vida o la salud humana, animal o vegetal de ciertos riesgos.
Según el acuerdo MSF, la OMC establece restricciones a las políticas de los Estados miembros relacionadas con la inocuidad de los alimentos (contaminantes bacterianos, pesticidas, inspección y etiquetado), así como la salud animal y vegetal (fitosanitación) con respecto a las plagas y enfermedades importadas. Hay 3 organizaciones de normalización que establecen normas en las que los miembros de la OMC deberían basar sus metodologías MSF. Según lo dispuesto en el Artículo 3, son la Comisión del Codex Alimentarius (Codex), la Organización Mundial de Sanidad Animal (OMSA) y la Secretaría de la Convención Internacional de Protección Fitosanitaria (CIPF).
El acuerdo MSF está estrechamente relacionado con el Acuerdo sobre obstáculos técnicos al comercio, que se firmó en el mismo año y tiene objetivos similares. El OTC surgió de la Ronda de Tokio de las negociaciones de la OMC y se negoció con el objetivo de garantizar la no discriminación en la adopción y aplicación de reglamentos y normas técnicas.

## Historia y marco
Como el enfoque preliminar del GATT había sido la reducción de los aranceles, el marco que precedió al Acuerdo MSF no estaba adecuadamente equipado para hacer frente a los problemas de las barreras no arancelarias (obstáculos no arancelarios) al comercio y la necesidad de un acuerdo independiente para abordar este problema se volvió crítica. El Acuerdo MSF es un intento ambicioso de tratar los obstáculos no arancelarios que surgen de las diferencias transnacionales en las normas técnicas sin disminuir la prerrogativa de los gobiernos para implementar medidas de protección contra enfermedades y plagas.

## Disposiciones principales
- Artículo 1 - Disposiciones generales - Describe la aplicación del Acuerdo.
- Anexo A.1 - Definición de medidas sanitarias y fitosanitarias.
- Artículo 2 - Derechos y obligaciones básicos. Artículo 2.2: exige que las medidas se basen en un análisis científico suficiente. El Artículo 2.3 establece que los Miembros se asegurarán de que sus medidas sanitarias y fitosanitarias no discriminen de manera arbitraria o injustificada entre los Miembros cuando prevalezcan condiciones idénticas o similares, incluso entre su propio territorio y el de otros Miembros. Las medidas sanitarias y fitosanitarias no se aplicarán de manera que constituya una restricción encubierta al comercio internacional.
- Artículo 3 - Armonización. Artículo 3.1- Para armonizar las medidas sanitarias y fitosanitarias de la forma más amplia posible, los Miembros basarán sus medidas sanitarias o fitosanitarias en normas, directrices o recomendaciones internacionales, donde existan, salvo que se disponga lo contrario en este Acuerdo, y en particular en el apartado 3. El párrafo 3 del artículo 3 permite a los Miembros aplicar medidas sanitarias y fitosanitarias más estrictas que si las basasen en normas internacionales cuando existe una justificación científica o si el Miembro determina que la medida es adecuada de conformidad con 5.1-5.8.
- El Anexo A.3 describe los organismos de normalización.
- Artículo 5 - Evaluación de riesgos y determinación del nivel apropiado de protección sanitaria y fitosanitaria. Artículo 5.1 - Los Miembros se asegurarán de que sus medidas sanitarias o fitosanitarias se basen en una evaluación, según corresponda, de los riesgos para la vida o la salud humana, animal o vegetal, teniendo en cuenta las técnicas de evaluación de riesgos desarrolladas por las organizaciones internacionales pertinentes.
- Anexo A.4 - describe el proceso de evaluación de riesgos.
- Artículo 5.5 - cada Miembro evitará distinciones arbitrarias o injustificables en los niveles que considere apropiados en diferentes situaciones, si tales distinciones resultan en discriminación o una restricción encubierta al comercio internacional. El Artículo 5.7– se hace eco del 'Principio de precaución' donde no hay ciencia disponible para justificar una medida.[6]

## Casos
Algunos de los casos más importantes de la OMC relacionados con la implementación de medidas sanitarias y fitosanitarias incluyen:
- Europa - Hormonas (disputa sobre la hormona de la carne) (1998)[7]
- Japón - Productos agrícolas (1999)[8]
- Australia - Salmón (1999)[9]
- Japón - Manzanas (2003)[10]

## Organismos genéticamente modificados
En 2003, Estados Unidos impugnó una serie de leyes de la Unión Europea que restringen la importación de organismos genéticamente modificados (OGM) en una disputa conocida como EC-Biotech, argumentando que son «injustificables» e ilegales según el acuerdo MSF. En mayo de 2006, el panel de resolución de disputas de la OMC emitió una resolución compleja que cuestionó algunos aspectos de la regulación de los OMG de la UE, pero desestimó muchas de las afirmaciones hechas por los Estados Unidos.

## Carne tratada con hormonas
Otro caso importante de SPS es el caso de la carne tratada con hormonas. En 1996, Estados Unidos y Canadá impugnaron ante el Órgano de Solución de Diferencias de la OMC (OSD) una serie de directivas de la Unión Europea que prohíben la importación y venta de carne y productos cárnicos tratados con ciertas hormonas de crecimiento. Los reclamantes alegaron que las directivas de la UE violaban, entre otras cosas, varias disposiciones del Acuerdo MSF. La UE sostuvo que la presencia de las hormonas prohibidas en los alimentos puede presentar un riesgo para la salud de los consumidores y que, como consecuencia, las directivas se justificaron en virtud de varias disposiciones de la OMC que autorizan la adopción de medidas restrictivas del comercio que son necesarias para proteger la salud humana. En 1997 y 1998, los órganos jurisdiccionales de la OMC admitieron las reclamaciones de Estados Unidos y Canadá e invitaron a la UE a poner las directivas en conformidad con la legislación de la OMC antes de finales de mayo de 1999. La UE no cumplió y el OSD autorizó a Estados Unidos y a Canadá a tomar contramedidas contra la UE. Las contramedidas tomaron la forma de mayores aranceles aduaneros aplicados por Estados Unidos y Canadá a ciertos productos de la UE, incluido el famoso queso Roquefort. En 2004, mientras la prohibición de la carne tratada con hormonas todavía estaba vigente, la UE inició ante el OSD nuevos procedimientos para levantar las contramedidas aplicadas por los Estados Unidos y Canadá. La UE alegó que había recopilado nuevos datos científicos que evidencian que las hormonas prohibidas pueden causar daño a los consumidores. Según la UE, los nuevos datos científicos proporcionan una base suficiente para la prohibición de las hormonas, que ya no pueden ser sancionadas por las contramedidas impuestas por los Estados Unidos y Canadá. Hasta enero de 2007, los procedimientos iniciados por la UE aún estaban pendientes.

## Interacción con otros instrumentos de la Organización Mundial del Comercio.
Si bien el párrafo 1 del artículo 1 del Acuerdo OTC impide la inclusión de medidas sanitarias y fitosanitarias en su ámbito, en CE-Biotecnología, el grupo especial reconoció que podrían surgir situaciones en las que una medida sea solo parcialmente una medida sanitaria y fitosanitaria, y en esos casos, la parte sanitaria y fitosanitaria de la medida será ser considerado bajo el Acuerdo MSF. Si una medida se ajusta a las MSF, de conformidad con el párrafo 4 del artículo 2 del Acuerdo MSF, se supone que la medida está comprendida en el ámbito de aplicación del artículo XX b) del GATT.

## Crítica

### Consideraciones económicas
El comercio de los productos sujetos a medidas de tipo MSF tiene el potencial de generar ganancias económicas significativas para las economías nacionales. Sin embargo, favorecer las preocupaciones económicas sobre otras cuestiones importantes de política de salud pública es algo que requiere un escrutinio minucioso por parte de los gobiernos y la comunidad internacional.
El Acuerdo MSF refleja el principio de precaución - un principio que les permite actuar con precaución si no hay certeza científica sobre las posibles amenazas para la salud humana y el medio ambiente. Según el Artículo 5.7, los Miembros que promulgan medidas provisionales están obligados a buscar más información sobre posibles riesgos y revisar la medida «dentro de un período de tiempo razonable». El Órgano de Apelación en Japón - Medidas que afectan a los productos agrícolas, declaró que la duración de un «período de tiempo razonable» debe evaluarse caso por caso. Según las normas sanitarias y fitosanitarias, la carga de la prueba recae en el país reclamante para demostrar que una medida viola el Artículo 2.2 y los Artículos 5.1-5.8 antes de que pueda ser regulada a pesar de que la evidencia científica nunca puede ser concluyente y no es posible evaluar todos los riesgos para la salud que puedan surgir de la importación de un determinado producto.

### Impacto en los países en desarrollo
Es importante que las opiniones de los países en desarrollo se incorporen al proceso de establecimiento de normas, ya que el efecto de que los países exportadores promulguen medidas sanitarias y fitosanitarias puede ser perjudicial para las economías en desarrollo. Esto se debe en parte a que estos estados no poseen la tecnología y los recursos necesarios para cumplir fácilmente con ciertos requisitos de MSF.

### Impacto de la presión del consumidor sobre el cumplimiento del Acuerdo MSF
Algunos comentaristas afirman que la suposición de la OMC de que la liberalización del comercio mejora el bienestar del consumidor, ha dado como resultado que el Acuerdo MSF esté mal equipado para hacer frente a las restricciones comerciales establecidas por los gobiernos que responden a la presión proteccionista de los consumidores. Esto fue más notorio en la Disputa de Hormonas de Carne donde, aunque la ciencia señaló la relativa seguridad de las hormonas de crecimiento en cuestión, los consumidores europeos presionaron a los gobiernos para que prohibieran la importación de carne tratada con hormonas.